# Nik Meertens
Nicolas (Nik) Gerard Meertens (Lanaken, 14 januari 1908 - Bree, 29 april 1985) was een Belgisch volksvertegenwoordiger.

## Levensloop
Meertens was directeur van een ziekenfonds.
In 1938 werd hij gemeenteraadslid van Bree. Van 1946 tot 1949 was hij provincieraadslid voor Limburg.
Bij de wetgevende verkiezingen van juni 1949 werd hij verkozen tot CVP-volksvertegenwoordiger voor het arrondissement Hasselt, maar bij de vervroegde verkiezingen van juni 1950 werd hij niet herkozen.